# Sardar Asad

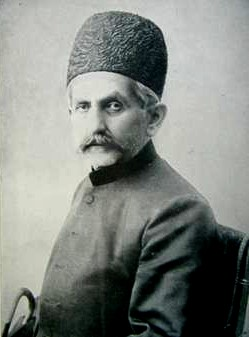
Ali Qoli Khan Sardar Asad (1909)

Sardar As'ad Bachtiyari (persisch سردار اسعد بختیاری,  Ali-Qoli Khan; auch bekannt als Hadsch Ali-Qoli Chan Sardar Asad II.) (* 1856; † 1917) war ein bachtiyārīscher Stammesführer und eine der wichtigsten Figuren in der Konstitutionellen Revolution.
Sardar As'ad Bachtiyari galt als einer der angesehensten und ehrenhaftesten Stammesführer der Bachtiyaris. In Stammesangelegenheiten entschied er fair und unparteiisch. Als Autodidakt reiste er nach Paris und blieb dort einige Jahre. 1909 kam er in den Iran zurück und unterstützte die konstitutionelle Bewegung. Er führte das Kommando über die Bachtiyārī-Truppen, die im Jahr 1909 nach Teheran zogen und die von der Kosakenbrigade eingeschlossenen Parlamentarier befreiten.